# Lincolnshire Football League
Lincolnshire Football League är en engelsk fotbollsliga. Den grundades 1983 och har en divisioner – Premier Division som ligger på nivå 11 i det engelska ligasystemet. 
Ligan är en matarliga till Northern Counties East Football League och United Counties League. För att bli uppflyttad så måste vissa kriterier på anläggningar uppfyllas. I maj 2017 gick man med i det engelska ligasystemet och NLS och plaserades på nivå 11.